# 尼泊尔双蝴蝶
尼泊尔双蝴蝶（学名：Tripterospermum volubile）为龙胆科双蝴属下的一个种。